# 1975年夏威夷地震
1975年夏威夷地震（英語：1975 Hawaii earthquake）是指1975年11月29日发生于夏威夷岛东南部沿岸的一场地震。该次地震震中位于, 最大烈度VIII, 震级为MW7.4级。本次地震引发了高达14.3米的巨大海啸, 共造成2人遇难, 28人受伤, 另造成约400万美元的经济损失。